# 6469 Armstrong
6469 Armstrong è un asteroide della fascia principale. Scoperto nel 1982, presenta un'orbita caratterizzata da un semiasse maggiore pari a 2,2194246 au e da un'eccentricità di 0,2038512, inclinata di 3,95939° rispetto all'eclittica.
L'asteroide è dedicato all'astronauta statunitense Neil Armstrong, comandante della missione Apollo 11. Agli altri membri dell'equipaggio della missione sono stati dedicati gli asteroidi 6470 Aldrin e 6471 Collins.